# お嬢様捜査網
『お嬢様捜査網』（おじょうさまそうさもう）は、1996年にマーカスによって制作されたOVA作品、およびそれを原作としたコンピュータゲーム、小説。

## 世界観
世界観は『卒業』の基本シリーズや『センチメンタルグラフティ』と同じである。本作の5人組は全員が1年B組の所属であり、『卒業 〜Graduation〜』の生徒は2期先輩、『卒業II 〜Neo Generation〜』の生徒は1期先輩という設定となっていて、作中に『卒業 〜Graduation〜』の高城麗子が登場する。本作は基本シリーズと違って主要生徒の育成シミュレーションゲームではなく、探偵ゲームであるが、以上のことから本作も関連作の1つに数えられている。なお、企画段階の仮タイトルは『卒業III』だった。

## あらすじ
OVA/ノベル
私立『清華女子高等学校』の探偵クラブに所属する綾小路公子、綾小路美幸、ニーナ・キーロフ、竜崎陽子、周麗華は、超がつくほどの大金持ちのお嬢様。そんな彼女たちが、高城麗子の持ち込んできた難事件を解決へと導く。
ゲーム
主人公は美術品専門の盗賊、「怪盗ナルシス」に憧れを抱き、活動する怪盗志願者。探偵クラブの面々とナルシスの模倣犯として対決し、美術品と彼女たちのハートを奪わんと暗躍する。プレイヤーのジャマをするのが「お嬢様探偵」の5人。それぞれ格闘やメカ等に精通した強者たち。ゲーム内容もPC88やMSX2時代の香りがする。

## 登場人物

### 探偵クラブ
全員1年B組所属。
綾小路 公子（あやのこうじ きみこ）
声 - 新山志保
誕生日：8月31日、身長：162cm、体重：47kg、スリーサイズ：85-56-86、血液型：AB型、出身地：東京都
綾小路 美幸（あやのこうじ みゆき）
声 - 永島由子
誕生日：8月31日、身長：165cm、体重：48kg、スリーサイズ：86-57-87、血液型：AB型、出身地：東京都
ニーナ・キーロフ
声 - 笠原留美
誕生日：9月1日、身長：173cm、体重：52kg、スリーサイズ：90-60-92、血液型：A型、出身地：ニューヨーク
竜崎 陽子（りゅうざき ようこ）
声 - 柳瀬なつみ
誕生日：9月11日、身長：167cm、体重：50kg、スリーサイズ：88-58-88、血液型：O型、出身地：神奈川県横浜市
周 麗華（しゅう れいか）
声 - 丹下桜
誕生日：9月21日、身長：155cm、体重：43kg、スリーサイズ：82-58-85、血液型：B型、出身地：香港

### 警察
大地（おおち）警部補
声 - 青野武
野村（のむら）刑事
声 - 古谷徹

### その他
カーツ
声 - 一条和矢
モルコフ
声 - 三木眞一郎
マーチン
声 - 江川央生
アナウンサー
声 - 米本千珠

## スタッフ
- 企画 - 斎春雄、小野木圭一
- プロデューサー - 釜秀樹、高江勇次、安西武
- 原案 - 若松会津士（マーカス）
- オリジナルキャラクターデザイン - 稀崎雅
- 脚本 - 六月十三
- 絵コンテ - 河原ゆうじ
- 演出 - 下田正美
- アニメーションキャラクターデザイン・作画監督 - 越智信次
- 原画 - 若林厚史・中山勝一・松竹徳幸・石浜真史・大橋誉志光 ほか
- 動画チェック - 越智早苗
- 動画 - 秋吉育子・浦田武治・FAI・4℃・ガイナックス
- 色彩設定 - 渋谷圭子
- 美術監督 - 脇威志
- 撮影監督 - 鈴木秀男
- 編集 - 尾形編集室
- 音響監督 - 本田保則
- 音楽 - 羽毛田丈史
- 音楽プロデューサー - 浅井政明、柴田新
- 宣伝プロデューサー - 服部街宇
- 監督 - 新房昭之
- 制作協力 - 童夢
- アニメーション制作 - マーカス
- 企画協力 - ヘッドルーム
- 製作 - 東宝、イメージワークス

## 主題歌
主題歌「恋の捜査網」
唄 - Virgo
作詞 - 室生あゆみ / 作曲・編曲 - 羽毛田丈史
エンディングテーマ「恋はいつもBeautiful」
唄 - Virgo
作詞 - KAO / 作曲・編曲 - 羽毛田丈史

## 関連商品情報
ゲーム
お嬢様捜査網 【PC-FX】（開発：フィルインカフェ、1996年5月31日発売）
小説
『お嬢様捜査網 お嬢様探偵登場!!』角川スニーカー文庫
著者：東義人（ひがしよしと、1970年-　）ISBN 9784044179014
CD
お嬢様捜査網 サウンドトラック （1996年3月22日発売）
ドラマCD
お嬢様捜査網～卒業クロスワールド・ドラマ・コレクション～ （1995年9月21日 ※「卒業 クロスワールド」のサイドストーリーとして発売）

### ユニットメンバー
1. 1 2  丹下桜、笠原留美、永島由子、新山志保、柳瀬なつみ